# Liguria
Ligurien eller Liguria er en kystregion i det nordvestlige Italien og den tredjemindste af landets regioner. Den grænser op til Frankrig mod vest, Piemonte mod nord og Emilia-Romagna og Toscana mod øst. Regionens hovedstad er Genova. I den sydlige del af Ligurien ligger naturparken Cinque Terre der er på UNESCOs verdensarvsliste.

## Byer
- Genova
- Savona
- Sestri Levante
- La Spezia
- Levanto
- Ventimiglia
- Albenga
- Pietra Ligure
- Imperia

## Transport
Jernbanen fra Frankrig går langs hele den liguriske kyst og videre mod syd til Toscana.
Der er en jernbaneforbindelse fra Genova mod nord til Milano.
Genova har en international lufthavn
Der er motorvej langs hele kysten fra Frankrig til La Spezia, og derudover er der motorveje til Torino og Milano.